# Переклади Біблії німецькою мовою
Переклади Біблії німецькою мовою — переклади частин чи усього тексту Святого Письма, здійснені на різних етапах історії німецькою мовою з інших мов.

## Раннє середньовіччя
Євангеліє Матвія давньоверхньонімецькою мовою, яке містилося у Фрагментах з Мондзе (початок. ІХ ст.) – це найдавніший переклад частини Біблії німецькою мовою, що зберігся до наших днів.  В ХІ столітті Ноткер Німецький перекладає німецькою Псалми, а Віллірам з Еберсберга - Пісню над піснями.

## Високеіпізнє середньовіччя
Впродовж кількох століть після появи вищезгаданого перекладу Євангелія Матвія з'явилось багато інших перекладів частин Біблії і цілого Святого Письма німецькою мовою. Загалом налічується майже 70 німецьких перекладів, виконаних до Реформації. Серед них є й різні євангельські гармонії. Пергаментний рукопис з Аугсбурга, що датується 1350 роком, містить найстаріший повний текст Нового Заповіту німецькою мовою.

## Список перекладів частин Біблії німецькою мовою
1. Das Neue Testament und Die Psalmen, übersetzt und kurz erläutert von Ludwig Albrecht. Brunnen Verlag, Gießen, Basel 15. Aufl. 1999. Erstausgabe NT 1920, Psalmen Gotha 1927.
2. Die Heilige Schrift des Alten Testaments, übersetzt von Emil Kautsch, herausgegeben von Alfred Bertholet, 1922, 1923.
3. Die vierundzwanzig Bücher der Heiligen Schrift, übersetzt von Leopold Zunz.
4. Das Neue Testament, Ludwig Albrecht, 1923.
5. Das Neue Testament vom Standpunkte der Urgemeinde, L. Reinhardt, 1923.
6. Die Schrift, verdeutscht von Martin Buber gemeinsam mit Franz Rosenzweig. Neu bearbeitete Ausgabe in 4 Bänden, 10., verbesserte Auflage. Gütersloher Verlagshaus, Gütersloh 1997. Taschenbuchausgabe Deutsche Bibelgesellschaft, Stuttgart 1992. Band 1 (Die fünf Bücher der Weisung) mit 46-seitigem Anhang: Martin Buber, Zu einer neuen Verdeutschung der Schrift. Einzelbände der Erstausgabe zwischen 1925 und 1929; neu bearbeitete Ausgabe im Jakob Hegner Verlag zwischen 1954 und 1962; 1979 im Verlag Lambert Schneider, Heidelberg.
7. Das Neue Testament, übersetzt von Adolf Schlatter, 1931.
8. Das Neue Testament, übersetzt von Carl Weizsäcker, 1937.
9. Das Neue Testament. Übersetzt und erläutert von Johann Perk, 1948.
10. Das Alte Testament Deutsch, Neues Göttinger Bibelwerk.
11. Das Alte Testament, aus dem Grundtext übersetzt und erläutert von Eugen Henne, 1936.
12. Neues Testament, übersetzt und erklärt von Otto Karrer, 1959.
13. Das Neue Testament in der Sprache von heute, Friedrich Pfäfflin, revidierte Ausgabe, 1965.
14. Gute Nachricht für Sie, 1967.
15. Das Neue Testament, Konstantin Rösch, neu bearbeitet von Kapistran Bott, 1967.
16. Das Neue Testament, Ulrich Willens, 1972.
17. Das Neue Testament, Jörg Zink, 1975.
18. Das Neue Testament in der Übersetzung von Emil Bock. Urachhaus Verlag, Stuttgart 1980. Postumer Erstdruck der zwischen 1930 und 1948 entstandenen Übersetzung, für die Druckveröffentlichung von Ungenannten im Sinn einer größeren Nähe zum griechischen Text überarbeitet. Dasselbe in unbearbeiteter Fassung (Untertitel »Originalfassung«) im selben Verlag 1998.
19. Das Neue Testament: Interlinearübersetzung Griechisch-Deutsch, übersetzt von Ernst Dietzfelbinger, 1986.
20. Das Neue Testament und frühchristliche Schriften. Übersetzt und kommentiert von Klaus Berger und Christiane Nord. Insel Verlag, Frankfurt a.M. und Leipzig 1999.
21. BasisBibel. Das Neue Testament. Deutsche Bibelgesellschaft, Stuttgart 2012. Als Einzelausgaben erschienen zunächst Markus 2006, Matthäus 2006, Lukas 2007, Die vier Evangelien 2008, Das Neue Testament 2010, Die Psalmen 2012.

## Список повних перекладів Біблії німецькою мовою
1. Die Mentelin-Bibel. Видана мешканцем Страсбурга Йоганнесом Ментеліном (Johannes Mentelin[2]) у 1466 році. Перша друкована Біблія німецькою мовою. В основі Біблії Ментеліна лежав більш ніж незграбний німецький переклад  (Waldenser-Bibel), який вже впродовж століття до цього курсував у вигляді рукописів і який базувався на латинській Вульгаті. Попри недотримання граматичних норм німецької мови Біблія Ментеліна мала 13 перевидань і стала взірцем для інших друкованих Біблій того часу.[3][4] [5]
2. Eggestein-Bibel. Видана бл. 1470[6] р. в Страсбурзі. Друкар Генріх Еггештайн (Heinrich Eggestein)[7]. Текст близький до Біблії Ментеліна.[8] [9][10]
3. Zainer-Bibel. Видана 1475 р. (2-ге вид. 1477) в Аугсбурзі. Друкар Гюнтер Цайнер (Günther Zainer). Містила неточності, бо Цайнер і його перекладач, очевидно, взяли за основу поганий латинський переклад Біблії.
4. Pflanzmann-Bibel. Видана 1475 р. католицьким правником Йодокусом Пфлянцманном (Jodocus Pflanzmann) в Аугсбурзі.
5. Sensenschmidt-Bibel. Нюрнберг,  1476-78. Видавці Йоганн Зензеншмідт (Johann Sensenschmidt) і Андреас Фріснер (Andreas Frisner).[11][12]
6. Die Bibel nach Martin Luthers Übersetzung. Перше видання 1534, надрукував Ганс Люффт (Hans Lufft) у Віттенберзі; останнє прижиттєве видання 1545/46; церковні редакції: 1892; 1912, 1956/64/70, 1984, 2017; переглянуте видання за новим німецьким правописом 1999.
7. Die göttliche heilige Schrift des alten und neuen Testamentes. Латинською і німецькою мовами. Переклад на німецьку з Вульгати Генріха Брауна (Heinrich Braun). З коментарями найвідоміших католицьких екзегетів і самого Г. Брауна. Видано в Аугсбурзі друкарем Маттеусом Рігерсом (Matthaeus Riegers) впродовж 1789-1797 років. Загалом 13 томів (10 томів СЗ + 3 томи НЗ).
8. Die Heilige Schrift des Alten und Neuen Testamentes. Переклад Йозефа Франца фон Алліолі (Joseph Franz von Allioli), по суті перегляд перекладу Генріха Брауна (Heinrich Braun). Вийшов у шести частинах впродовж 1830-1837 років в друкарні Йоганна Адама Штайна (Johann Adam Stein) в Нюрнберзі. Численні перевидання, зокрема розкішне видання 1870 року з 230 малюнками Гюстава Доре. З другої половини ХІХ до середини ХХ ст. залишався найпоширенішим німецькомовним католицьким перекладом Біблії.[13]
9. Die heiligen Schriften des alten und neuen Testamentes. Переклад з Вульгати з урахуванням текстів мовами оригіналу і коментарі Валентина Льоха (Valentin Loch) і Вільгельма Райшля (Wilhelm Reischl). У 4-х т. Видавець Георг Йозеф Манц (Georg Joseph Manz), Регенсбург, 1851-1866.[14][15]
10. Parallel-Bibel, або Die Heilige Schrift Alten und Neuen Testaments. Містить паралельно текст перекладу Мартіна Лютера з видання 1545 року та дослівний переклад з мов оригіналу Отто Шмоллера (Otto Schmoller), який написав також передмову до видання. У трьох томах, опубліковано видавництвом Bertelsmann у Гютерсло у 1887-1888 роках.[16][17]
11. Die Heilige Schrift des Alten und Neuen Testamentes. Mit dem Urtexte der Vulgata, übersetzt und mit erklärenden Anmerkungen versehen von Augustin Arndt, 1914.
12. Katholische Familien-Bibel, 1947.
13. Die Heiligen Schriften des Alten und Neuen Testamentes, Leander van Eß,1950.
14. Die Heilige Schrift des Alten und Neuen Testaments, Hermann Menge, 1951.
15. Die Bibel, Hans Bruns, 1962.
16. Die Schrift, verdeutscht von Martin Buber gemeinsam mit Franz Rosenzweig, ab 1954.
17. Die Heilige Schrift des Alten und Neuen Testamentes, herausgegeben von Vinzenz Hamp, Meinrad Stendel, Josef Kürzinger, Pattloch-Verlag, 1975.
18. Die Heilige Schrift (Elberfelder Bibel), Verlag R. Brockhaus, Wuppertal-Elberfeld 1983.
19. Die Heilige Schrift in deutscher Übersetzung (Echter-Bibel), ab 1947.
20. Die Heilige Schrift des Alten und Neuen Bundes, Paul Rießler und Rupert Störr, 1961.
21. Die Bibel, Die Heilige Schrift des Alten und Neuen Bundes, Herder-Verlag, 1966.
22. Die Bibel. Die Heilige Schrift des Alten und Neuen Bundes, mit den Erläuterungen der Jerusalemer Bibel, Herder, 1968.
23. Einheitsübersetzung der Heiligen Schrift, 1980.
24. Die Bibel in heutigem Deutsch. Die Gute Nachricht des Alten und Neuen Testaments, 1982.
25. Die Heilige Schrift des Alten und des Neuen Testaments (Zürcher Bibel), 1982.
26. Die Bibel nach der Übersetzung Martin Luthers, revidierte Fassung von 1984.
27. Die Heilige Schrift, herausgegeben von Franz Eugen Schlachter, 1985.
28. Neue Jerusalemer Bibel. Einheitsübersetzung mit dem Kommentar der Jerusalemer Bibel, Herder, 1985.
29. Die Heilige Schrift. Aus dem Grundtext übersetzt. Revidierte Elberfelder Bibel, 1986.
30. Neue-Welt-Übersetzung der Heiligen Schrift, 1989.
31. Базова Біблія. Штутгарт: Німецьке біблійне товариство, 2021.[18][19]